# Jason Muzzatti
Jason Mark Muzzatti (Toronto, 3 febbraio 1970) è un allenatore di hockey su ghiaccio ed ex hockeista su ghiaccio canadese naturalizzato italiano, di ruolo portiere.

## Carriera

### Club
Muzzatti frequentò il college al Michigan State, la cui squadra di hockey militava nella CCHA. Nel 1988 fu selezionato come prima scelta dei Calgary Flames (21º assoluto) e venne chiamato nel secondo team dell'All-Star Game CCHA, mentre due anni dopo entrò nella prima squadra All-Star CCHA, e nella seconda della NCAA, poco prima di fare il suo debutto, nel 1991, fra i professionisti con il Salt Lake Golden Eagles, squadra della IHL affiliata ai Flames.
La stagione successiva si divise fra Salt Lake e gli Indianapolis Ice, sempre in IHL, ed indossando la maglia della nazionale canadese. Nel 1993-1994 fece il suo esordio in NHL, ma giocò solo un incontro, militando per il resto della stagione nella squadra satellite AHL dei Sain John Flames; la stessa cosa accadde anche nella stagione successiva.
Nella stagione 1995-1996 passò alla squadra NHL degli Hartford Whalers, dove giocò 22 incontri, giocando una piccola parte della stagione ancora in AHL con gli Springfield Falcons. L'anno successivo fu la riserva di Sean Burke, tuttavia totalizzò 31 presenze con i Whalers, la cui franchigia a fine stagione fu trasferita ai Carolina Hurricanes.
Poco prima dell'inizio della stagione 1997-1998 Muzzatti si trasferì ai New York Rangers, coi quali però giocò solamente sei incontri, essendo girato perlopiù in AHL. Durante quella stessa stagione fu scambiato con i San Jose Sharks, la sua terza squadra NHL. Ma anche in California raccolse solo 27 minuti sul ghiaccio.
Muzzatti decise allora di trasferirsi in Europa: prima nella DEL, tra le file degli Eisbären Berlin, poi in Finlandia con i Tappara, poi ancora in Germania, con gli Augsburger Panther, e infine in Italia.
Esordì con la casacca rossoblu dell'HCJ Milano Vipers nella gara di Supercoppa italiana vinta nel 2001 contro l'Asiago. Al termine della stagione si aggiudicò lo Scudetto. Nel 2002-2003 bissò la Supercoppa e lo Scudetto, aggiudicandosi anche la Coppa Italia sempre contro l'Asiago. Nel 2003-2004 conquistò il suo terzo Scudetto con i Vipers.
Un altro cambio di casacca durante l'estate lo portò a Bolzano, coi biancorossi dell'Hockey Club Bolzano con cui riuscì a conquistare la Supercoppa italiana nel 2004.
Nell'estate del 2006 passò ai Flint Generals in UHL, con cui terminò la carriera al termine della stagione.
Due anni dopo fu richiamato dagli stessi Flint Generals, come asstente allenatore prima, e come capo allenatore nella stagione 2009-2010.

### Nazionale
Grazie al possesso del passaporto italiano, Muzzatti fece il suo esordio in Nazionale il 7 novembre 2003 contro l'Austria in un match amichevole. Nel 2004 giocò con il Blue Team i mondiali di Prima Divisione.
Come in campionato si trovò a competere per la maglia da titolare con Günther Hell, nei successivi mondiali di Prima Divisione del 2005, vinti dall'Italia, che si conquistò così la promozione nell'élite mondiale, ed anche ai XX Giochi olimpici invernali di Torino 2006, dove i due si alternarono fra i pali, fino all'infortunio di Hell nell'incontro contro la Repubblica Ceca. Prese parte, inoltre, ai successivi mondiali di Riga nel 2006 e di Mosca nel 2007.

## Palmarès

### Club
- Central Collegiate Hockey Association: 2

Michigan State University: 1988-1989, 1989-1990
- Campionato italiano: 3

Milano Vipers: 2001-2002, 2002-2003, 2003-2004
- Coppa Italia: 1

Milano Vipers: 2002-2003
- Supercoppa italiana: 3

Milano Vipers: 2001, 2002
Bolzano: 2004

### Nazionale
- Campionato mondiale di hockey su ghiaccio - Prima Divisione: 1

Paesi Bassi 2005

### Individuale
- CCHA Second All-Star Team: 1

1987-1988
- CCHA Tournament MVP: 1

1988-1989
- CCHA First All-Star Team: 1

1989-1990
- NCAA Second All-American Team: 1

1989-1990
- Miglior media gol subiti del Campionato mondiale di hockey su ghiaccio - Prima Divisione: 1

Paesi Bassi 2005 (0.75)
- Miglior percentuale di salvataggi del Campionato mondiale di hockey su ghiaccio - Prima Divisione: 1

Paesi Bassi 2005 (96.3)